# 魯道夫二世 (哈赫貝格-索森貝格)
魯道夫二世（Rudolf II. von Hachberg-Sausenberg），哈赫貝格-索森貝格藩侯，魯道夫一世之子，1318年至1352年在位。
魯道夫二世與卡塔里娜·馮·蒂爾斯泰因（Katharina von Thierstein）結婚，他們的兒子是魯道夫三世。